# Кадырово (Дуванский район)
Кадырово (баш. Ҡәҙер) — деревня в Дуванском районе Республики Башкортостан Российской Федерации. Входит в состав Рухтинского сельсовета.

## География

### Географическое положение
Находится на правом берегу реки Ай.
Расстояние до:
- районного центра (Месягутово): 16 км,
- центра сельсовета (Рухтино): 8 км,
- ближайшей ж/д станции (Сулея): 83 км.

## Население
| 2002 | 2010 |
| ---- | ---- |
| 437  | ↘400 |

## Религия
В деревне строится мечеть.

## Известные уроженцы, жители
- Сайфуллин, Франис Аскарьянович — депутат Государственной Думы Федерального Собрания России третьего и четвёртого созывов.